# Erbil Kaya
Erbil Gökhan Edge Kaya (født 18. juli 1980 i Ankara) er en dansk-kurdisk jurist og advokat, der har været forsvarer i flere straffesager med stor offentlig bevågenhed og som jævnligt deltager i den offentlige debat.
Erbil Kayas far var aktiv i et illegalt tyrkisk venstreorienteret parti, der bekæmpede Kenan Evrens militærstyre, og som blev fængslet og udsat for tortur. Faren fik asyl som politisk flygtning i Danmark, da Erbil Kaya var fem, og året efter blev han og moren familiesammenført. Fra han var seks år gammel voksede Erbil Kaya op i Tingbjerg-bebyggelsen i København.
Han blev cand.jur. fra Københavns Universitet i 2005 og har møderet for Højesteret.
Blandt Erbil Kayas straffesager kan nævnes den såkaldte PKK-sag fra 2015, hvor ti kurdiske mænd var tiltalt for at indsamle op mod 140 millioner kroner til det kurdiske parti PKK, der er stemplet som en terrororganisation, sagen om vold mod Søren Pape Poulsens kæreste i 2018, en voldssag, hvor han forsvarede skuespilleren Robert Hansen i 2023 samt sagen om den mulige agent Ahmed Samsam fra 2022, hvor Erbil Kaya dog senere blev udskiftet som forsvarer.

## Brud på god advokatskik
I 2017 blev Erbil Kaya sigtet for bedrageri mod Retten på Frederiksberg ved at have taget for høje salærer i 2014. Sagen blev i 2018 frafaldet af anklagemyndigheden, men Erbil Kaya fik en bøde af Advokatnævnet på 20.000 kroner for overtrædelse af god advokatskik. I forbindelse med sigtelsen blev han fyret fra advokatfirmaet TVC og blev selvstændig. Han havde dog allerede i 2014 stiftet sin egen advokatvirksomhed, der er beliggende på Frederiksberg.
Erbil Kaya fik desuden i 2017 en bøde på 60.000 kroner af Advokatnævnet for såkaldt klientfiskeri. Ifølge nævnet havde Erbil Kaya forsøgt at overtage en klient, som allerede havde en anden forsvarer. Københavns Byret stadfæstede bøden i 2018.
Endelig afgjorde Vestre Landsret i 2017, at Erbil Kaya skulle betale 90.000 kroner tilbage til en klient i Aalborg, fordi han ikke havde fortalt, at han bor i København. Klienten fik således en stor regning for kørselsudgifterne. Advokatnævnet gav Erbil Kaya en bøde på 10.000 kroner for forseelsen, der var en overtrædelse af god advokatskik.